# Elvira Nabiullina
Elvira Sachipzadovna Nabiullina (ryska: Эльвира Сахипзадовна Набиуллина; tatariska: Эльвира Сәхипзадә кызы Нәбиуллина: Elvira Sächipzadä kyzy Näbiullina), född 29 oktober 1963 i Ufa i Basjkiriska autonoma socialistiska rådsrepubliken i Sovjetunionen (nu Basjkirien i Ryssland), är en rysk ekonom och politiker. Hon är chef för Rysslands centralbank sedan 2013.
År 1986 avlade Nabiullina examen vid Moskvauniversitetet. Mellan 2007 och 2007 var hon minister för ekonomisk utveckling och handel i regeringen Putin II. Mellan maj 2012 och juni 2013 var hon Vladimir Putins ekonomiska rådgivare. När hon 2013 utsågs till chef för Rysslands centralbank blev hon den första kvinnan att leda en centralbank i ett G8-land.
År 2015 rankade Forbes Nabiullina som världens 71:a mäktigaste kvinna.